# 에이뒤르 그뷔드욘센
에이뒤르 스마우리 그뷔드요흔센(아이슬란드어: Eiður Smári Guðjohnsen, 1978년 9월 15일, 아이슬란드 레이캬비크 ~ )는 아이슬란드의 전 축구 선수로, 포지션은 공격수다. 전 아이슬란드의 축구 선수이자 자신의 에이전트였던 아르드노르 그뷔드요흔센(Arnór Guðjohnsen)의 아들이기도 하다.
1994년 17세의 나이에 아이슬란드의 발루르(Valur)에서 선수 생활을 시작한 그는, 곧바로 PSV 에인트호번의 이적 제안을 받아 에레디비시에서 활동하게 되었다. 하지만 당시 포지션 경쟁 상대가 맹활약을 펼치던 브라질의 호나우두였기 때문에 출장 기회를 얻지 못하고, 13경기에서 3골만을 기록하는 부진한 활동을 펼쳐 일단 아이슬란드의 KR 레이캬비크(KR Reykjavík)로 복귀하였다. 그리고 1998년, 황급히 공격수 영입에 나선 볼턴 원더러스의 이적 제안을 받아들여, 그 해 처음으로 프리미어리그 무대에 발을 들였다.
볼턴 원더러스로 이적한 그는 팀에서 55경기에 나서 18골을 기록하는 활약을 펼치며 프리미어리그 무대에 적응해나갔고, 2000년 자신을 잔프랑코 촐라와 지미 플로이트 하셀바잉크의 후계자로 적합하다고 여긴 첼시 FC로 이적하였다. 첼시에서의 둘째 시즌과 셋째 시즌에서 인상적인 모습을 보인 그는, 2003년 로만 아브라모비치가 첼시의 구단주가 되면서 세계적인 선수들이 영입되자 팀 내 입지가 크게 줄어들었다.
그러나 흔들리지 않는 활약으로 방출을 모면한 구드욘센은, 2004년 첼시 감독으로 부임한 조제 모리뉴 아래에서 공격수와 미드필더 포지션을 오가면서 상대팀에게 위협적인 모습을 보여주었다. 2006년 첼시가 올랭피크 리옹의 마이클 에시엔을 영입하자 다시 한 번 위기에 빠졌고, 그 해 헨리크 라르손의 후계자 영입에 나선 FC 바르셀로나로 이적하였다.
구드욘센은 바르셀로나 이적 이후, 라 리가에 적응하지 못하고 부진한 모습을 보여주었으나, 호셉 과르디올라의 부임 이후에 가치를 인정받아 중요한 선수로 여겨졌다. 그러나 끝내 주전 자리를 확보하지 못하여 더 많은 출전 기회를 얻기 위해 2009년 시즌 개막을 앞두고 르 샹피오나의 AS 모나코로 이적하였다. 그러나 AS 모나코에서도 박주영을 비롯한 다른 공격수들에 밀려 이렇다 할 활약을 보여주진 못하였고, 겨울 이적시장에 토트넘 홋스퍼로 6개월 임대되어 잉글랜드 무대로 다시 복귀하였으나 2011년에 그리스 리그 AEK 아테네로 이적하였다.

## 수상 경력
PSV 에인트호번
- 네덜란드 에레디비시: 1997
- 네덜란드컵: 1996
- 네덜란드 수페르컵: 1996

KR 레이캬비크
- 비사비카르컵: 1998

첼시
- FA 프리미어리그: 2004-05, 2005-06
- FA컵: 2002 (준우승)
- 풋볼 리그 컵: 2005
- FA 커뮤니티 실드: 2000, 2005

FC 바르셀로나
- 스페인 슈퍼컵: 2006
- 코파 델 레이: 2008-09
- 라 리가: 2008-09
- UEFA 챔피언스리그: 2008-09

아이슬란드
- 2004년 FA 여름 토너먼트: 2004년 (3위)

개인
- FA 프리미어십 이 달의 골: 2003년 1월
- 2005 아이슬란드 올해의 선수상